# Brassica tournefortii
La especie de mostaza Brassica tournefortii conocida comúnmente como mostaza asiática, mostaza africana y mostaza del Sahara, es una muy conocida especie invasiva, especialmente en California.
La planta es generalmente similar a otras mostazas, pero las flores amarillas no son tan brillantes y ostentosas como las especies relativas. Es una hierba de crecimiento anual con tallos largos de hasta 10 dm de largo.

## Descripción
Esta mostaza es nativa de los desiertos del Norte de África y el Oriente Cercano. Se volvió famosa durante el siglo XX luego de invadir los desiertos de Estados Unidos y México por la introducción humana accidental. Actualmente es una mala hierba abundante en los desiertos bajos como los de Sonora, Sahara y Mojave, y valles calientes mediterráneoscomo el de Coachella y el Valle Imperial al sur de California. La planta se dispersa fácilmente con el primer indicio de lluvia. Cuando la cubierta de la semilla se humedece se vuelve muy pegajosa y se adhiere con facilidad a las personas, animales y objetos.
Al crecer la planta tan densamente puede dispersar a la flora nativa. Al encontrarse bien adaptada al clima desértico, monopoliza la humedad en el suelo antes que otras plantas puedan obtenerla y forma semillas antes que otras especies. Produce sus semillas a comienzos de enero, especialmente si la región sufre una ola de calor, lo cual ocurre comúnmente durante los inviernos en el sur de California. Son persistente en el suelo y sobreviven a los incendios y los largos períodos sin lluvia. Al propagarse dejando una gran cantidad de semillas viables en el suelo evita que las medidas de erradicación, tales como tirar, cortar, el pastoreo y quema la eliminen con facilidad. Plantas individuales tienen la capacidad de separarse del suelo y rodar, dejando caer las semillas en todo el suelo del desierto con la brisa.